# Josipa Bura
Josipa Bura (Sebenico, 3 marzo 1985) è un'ex cestista croata.
Alta 185 cm, giocava come centro.

## Carriera
Nel 2007 è stata convocata per gli Europei in Italia con la maglia della Croazia.